# Daniel Abt
Daniel Abt (Kempten, 3 december 1992) is een Duits autocoureur die anno 2018 in de Formule E rijdt. Hij is de zoon van renstaleigenaar Hans-Jürgen Abt en een neef van de autocoureur Christian Abt.

## Carrière

### ADAC
Abt begon zijn carrière in 2001 in het karting, waar hij tot 2007 actief was. Onder anderen werd hij in 2007 tweede in het ADAC KF2 Kartkampioenschap. In 2008 stapte Abt over naar het formuleracing naar de ADAC Formel Masters voor zijn vaders team Abt Sportsline. Zijn beste resultaat waren enkele tweede plaatsen en finishte het seizoen als achtste. In 2009 blijft hij rijden in de ADAC Formel Masters voor Abt Sportsline en domineert het kampioenschap met acht overwinningen en de titel.

### Formule 3
Nadat hij in 2009 voor het team Performance Racing als gastcoureur reed in het Duitse Formule 3-kampioenschap, maakte Abt in 2010 de overstap naar dit kampioenschap voor het team Van Amersfoort Racing met als teamgenoten waren Stef Dusseldorp en Willi Steindl. Hij had tot het laatste raceweekend kans op de titel, maar zag Tom Dillmann met het kampioenschap aan de haal gaan. Aansluitend startte hij voor Signature in de Grand Prix van Macau met als teamgenoten Edoardo Mortara en Laurens Vanthoor. Abt moest na een ongeluk echter opgeven.
In 2011 ging Abt rijden in de Formule 3 Euroseries voor het team Signature. Met vier derde plaatsen als beste resultaat eindigde hij het seizoen als zevende. Daarnaast was Abt ook in de Formule 3 International Trophy puntengerechtigd, waar hij uiteindelijk een vierde plaats behaalde. 

### DTM
Aan het eind van het jaar 2011 mocht hij bij Audi een testrit maken in een DTM-wagen.

### GP3
In 2012 ging Abt rijden in de GP3 Series voor het team Lotus GP. In zijn eerste poging eindigde hij als tweede in het kampioenschap achter Mitch Evans. Mede dankzij een goed slot van het seizoen deed hij met twee overwinningen nog tot de laatste race mee om de titel. 

### Formule Renault 3.5 Series
In 2012 reed Abt ook nog enkele races in de Formule Renault 3.5 Series voor het team Tech 1 Racing. Hij kon hier geen indruk maken en eindigde als 34e in het kampioenschap zonder punten en met een zestiende plaats op het Circuit de Catalunya als beste resultaat.

### GP2
In 2013 stapt Abt over naar de GP2 Series voor het team Lotus GP. Hij krijgt hier James Calado als teamgenoot.

### Formule E
Sinds het seizoen 2014-2015 rijdt Abt in het elektrische kampioenschap Formule E. Hij komt hier uit voor het team Audi Sport ABT, met Lucas di Grassi als teamgenoot.